# Zalmoxis mindanaonica
Zalmoxis mindanaonica is een hooiwagen uit de familie Zalmoxioidae.